# Front Popular Unit d'Alliberament
El Front Popular Unit d'Alliberament de Manipur (Manipur People's United Liberation Front, PULF) és un moviment polític i militar de la minoria pangal (musulmans de Manipur) que es va formar el 1994 després del conflicte entre meiteis i pangals de 1993. Té una quinzena de membres actius. L'Índia el considera un grup terrorista.
Cultiva vincles amb el servei d'intel·ligència del Pakistan.